# Hirschgerechte Zeichen
Ein Begriff aus der Jägersprache, der die Merkmale bezeichnet, die ein Stück Rotwild, insbesondere der Hirsch, auf seiner Fährte hinterlässt. Sie dienen zur Unterscheidung und Wiedererkennbarkeit einzelner Tiere. Unterschieden wird nach Fährtenzeichen und solchen, die nicht mit der Fährte in Verbindung stehen, z. B. Himmelszeichen. Alle Zeichen sind für das Bestätigen des Hirsches von großer Bedeutung und wurden bis zum 18. Jahrhundert regelrecht zu einer Kunst entwickelt. In einer Schrift des 14. Jahrhunderts wird angegeben, wie aus der Fährte unter anderem das Geschlecht und die Stärke von Rotwild bestimmt werden kann. Der hirschgerechte Jäger kannte 72 Zeichen, die in Haupt- und Nebenzeichen eingeteilt sind. Heute begnügt sich der Jäger mit sieben Hauptzeichen: Schrank, Burgstall, Zwang, Abtritt, Insiegel, Ballenzeichen und Geäfter.